# Miss España 2010
La 50.ª edición del certamen Miss España tendrá lugar a finales de noviembre de 2010. Las 50 provincias y 2 ciudades autónomas que componen el territorio español estarán representadas. La ganadora representará a España en el certamen de Miss Universo 2011, siendo el resto de finalistas las encargadas de representar al país en los certámenes de Miss Mundo 2011 (la primera finalista), Miss Tierra 2011 (la segunda), Miss Internacional 2011 (la tercera), y así sucesivamente en importancia para los certámenes de Miss Europa, Reinado Internacional del Café y Reina Hispanoamericana. Actuaron para amenizar el evento cómplices y Amistades peligrosas, aportación del reconocido manager Jorge Riola García de Arboleya que además de ser el productor el evento, era el manager de todos los artistas.

## Resultados
| Resultado final  | Candidata |
| ---------------- | --- |
| Miss España 2010 | Teruel - Paula Guilló |
| 1.a Finalista    | Las Palmas - Carla Barber |
| 2.a Finalista    | Vizcaya - Celia Calvo |
| 3.a Finalista    | Sevilla - Jéssica Bueno |
| 4.a Finalista    | La Coruña - Sárah López |
| 5.a Finalista    | Tenerife - Amanda Perdomo |
| Top 12           | Badajoz - Yénifer Solís Ceuta - Meriem Mustafá Ciudad Real - Irene Gómez Cuenca - Patricia Pastor Lérida - Alba Fortes Zamora - Amalia Arteaga                                                                    |
| Top 20           | Baleares - Verónica Hernández Cantabria - Sílvia López Córdoba - Nazareth Mesa León - Vanesa Fernández Murcia - Ma. Belén Matas Madrid - Cristina Santos Málaga - Úrsula Aguilar Melilla - Ma. Gloria Urrestaruzu |

## Premios especiales
| Resultado       | Candidata               |
| --------------- | ----------------------- |
| Miss Simpatía   | Soria - Sara Cruz       |
| Miss Elegancia  | La Coruña - Sárah López |
| Miss Fotogénica | Badajoz - Yénifer Solís |

## Candidatas Oficiales
| Provincia   | Nombre                            | Edad | Estatura        | Ciudad de residencia    |
| ----------- | --------------------------------- | ---- | --------------- | ----------------------- |
| Álava       | Elixabet Ataún Gomero             | 18   | 1,74 m (5′ 9″)  | Vitoria                 |
| Albacete    | Victoria Herrera Rodríguez        | 22   | 1,78 m (5′ 10″) | Albacete                |
| Alicante    | Ana María Alarcón Padrón          | 19   | 1,85 m (6′ 1″)  | Elche                   |
| Almería     | Ana Brenda Márquez Alvarado       | 19   | 1,77 m (5′ 10″) | Amurrio                 |
| Asturias    | Vanesa Fidalgo Inoa               | 19   | 1,74 m (5′ 9″)  | Gijón                   |
| Ávila       | Ana Brenda Albadalejo Suárez      | 22   | 1,75 m (5′ 9″)  | Navaluenga              |
| Badajoz     | Yénifer Solís de la Peña          | 22   | 1,78 m (5′ 10″) | Villanueva de la Serena |
| Baleares    | Verónica Hernández Zaragoza       | 22   | 1,74 m (5′ 9″)  | Formentera              |
| Barcelona   | Elisabet Navarro Santogrado       | 25   | 1,74 m (5′ 9″)  | Barcelona               |
| Burgos      | Lorena Puras Rodríguez            | 21   | 1,72 m (5′ 8″)  | Aranda de Duero         |
| Cáceres     | Belén Román Moreno del Alba       | 19   | 1,79 m (5′ 10″) | Plasencia               |
| Cádiz       | María del Rocío Díaz Castellanos  | 21   | 1,70 m (5′ 7″)  | Conil de la Frontera    |
| Cantabria   | Sílvia López Diego                | 18   | 1,71 m (5′ 7″)  | Santander               |
| Castellón   | Marián Pallares del Valle         | 26   | 1,75 m (5′ 9″)  | Castellón de la Plana   |
| Ceuta       | Meriem Mustafá Mohámmed           | 22   | 1,83 m (6′ 0″)  | Ceuta                   |
| Ciudad Real | Irene Gómez de Abreus             | 26   | 1,78 m (5′ 10″) | Tomelloso               |
| Córdoba     | Nazareth Mesa de los Santos       | 19   | 1,77 m (5′ 10″) | Puente Genil            |
| Cuenca      | Patricia Pastor Sánchez           | 25   | 1,74 m (5′ 9″)  | Tarancón                |
| Gerona      | Évelin Ruz Vargas-Puello          | 23   | 1,74 m (5′ 9″)  | La Bisbal del Ampurdán  |
| Granada     | Cristina Laredo Ulloa             | 22   | 1,83 m (6′ 0″)  | Motril                  |
| Guadalajara | Cristina Ramírez Fernández        | 19   | 1,70 m (5′ 7″)  | El Casar                |
| Guipúzcoa   | Shandra Martín San Juan           | 20   | 1,74 m (5′ 9″)  | Vergara                 |
| Huelva      | Yurena Sánchez Quiñónez           | 19   | 1,79 m (5′ 10″) | Punta Umbría            |
| Huesca      | María de la Soledad Rodríguez Pou | 26   | 1,80 m (5′ 11″) | Barbastro               |
| Jaén        | María José Almansa Álvarez        | 22   | 1,73 m (5′ 8″)  | Torredonjimeno          |
| La Coruña   | Sárah López Bujía                 | 21   | 1,80 m (5′ 11″) | Santiago de Compostela  |
| La Rioja    | Beatriz Morales Puello            | 20   | 1,78 m (5′ 10″) | Logroño                 |
| Las Palmas  | Carla Margarita García Barber     | 20   | 1,79 m (5′ 10″) | Yaiza                   |
| León        | Vanesa Fernández Buenaventura     | 23   | 1,77 m (5′ 10″) | San Andrés del Rabanedo |
| Lérida      | Alba Fortes Marino del Oca        | 22   | 1,74 m (5′ 9″)  | Mollerusa               |
| Lugo        | Carla Taboada Encarnación         | 21   | 1,70 m (5′ 7″)  | Monforte de Lemos       |
| Madrid      | Cristina Santos Rosas del Río     | 20   | 1,76 m (5′ 9″)  | Madrid                  |
| Málaga      | Úrsula Aguilar Quirós             | 22   | 1,76 m (5′ 9″)  | Málaga                  |
| Melilla     | María Gloria Urrestaruzu Suázo    | 25   | 1,70 m (5′ 7″)  | Melilla                 |
| Murcia      | María Belén Matas de Jesús        | 19   | 1,78 m (5′ 10″) | Murcia                  |
| Navarra     | Izaskun Juslapeña Iñákiz          | 19   | 1,73 m (5′ 8″)  | Pamplona                |
| Orense      | Karine Blanco de Rosado           | 23   | 1,70 m (5′ 7″)  | Orense                  |
| Palencia    | Sara Chamorro Marrero             | 22   | 1,73 m (5′ 8″)  | Palencia                |
| Pontevedra  | Yolanda Nerea Casanova Polo       | 22   | 1,75 m (5′ 9″)  | Vigo                    |
| Salamanca   | María Carmen Lacambra La Cruz     | 18   | 1,75 m (5′ 9″)  | Béjar                   |
| Segovia     | Marina Romero Anzoátegui          | 20   | 1,75 m (5′ 9″)  | Segovia                 |
| Sevilla     | Jéssica Bueno Cabeza de Vaca      | 19   | 1,74 m (5′ 9″)  | Sevilla                 |
| Soria       | Sara Cruz de las Matas            | 23   | 1,76 m (5′ 9″)  | Ólvega                  |
| Tarragona   | Blanca Martínez Johannssén        | 24   | 1,70 m (5′ 7″)  | Montroig                |
| Tenerife    | Amanda Perdomo Castillo           | 17   | 1,74 m (5′ 9″)  | Valverde                |
| Teruel      | Paula Desirée Guilló i Sempere    | 20   | 1,81 m (5′ 11″) | Teruel                  |
| Toledo      | Alba Díaz Fonseca-Ruiz            | 18   | 1,81 m (5′ 11″) | Illescas                |
| Valencia    | Sara Inés Otero de la Cruz        | 19   | 1,78 m (5′ 10″) | Onteniente              |
| Valladolid  | Alba Fernández García             | 18   | 1,80 m (5′ 11″) | Valladolid              |
| Vizcaya     | Celia Eugenia Calvo Roselló       | 17   | 1,75 m (5′ 9″)  | Bilbao                  |
| Zamora      | Amalia Arteaga Sánchez            | 21   | 1,82 m (6′ 0″)  | Zamora                  |
| Zaragoza    | Andrea Asensio García             | 23   | 1,75 m (5′ 9″)  | Utebo                   |